# ألان غراهام أبلي
ألان غراهام أبلي (بالإنجليزية: Alan Graham Apley)‏ ـ (10 نوفمبر 1914 ـ 20 ديسمبر 1996) هو جراح عظام ومعلم طبي بريطاني من أصول بولندية يهودية، اشتهر بكتابه Apley's System of Orthopaedics and Fractures، كما اشتهر باختبار تشخيصي يُعرف باسمه لتشخيص إصابات الغضروف الهلالي للركبة.

## حياته
ولد ألان أبلي في لندن سنة 1914، وهو الابن الأصغر لأسرة من المهاجرين البولنديين اليهود. درس الطب في مستشفى الكلية الجامعية، ليحصل على درجة البكالوريوس في الطب والجراحة سنة 1938. وفي سنة 1941، حصل أبلي على زمالة كلية الجراحين الملكية.
التحق أبلي بالخدمة العسكرية في صفوف الفيلق الطبي بالجيش الملكي البريطاني في بورما أثناء الحرب العالمية الثانية.